# Südfriedhof de Wiesbaden

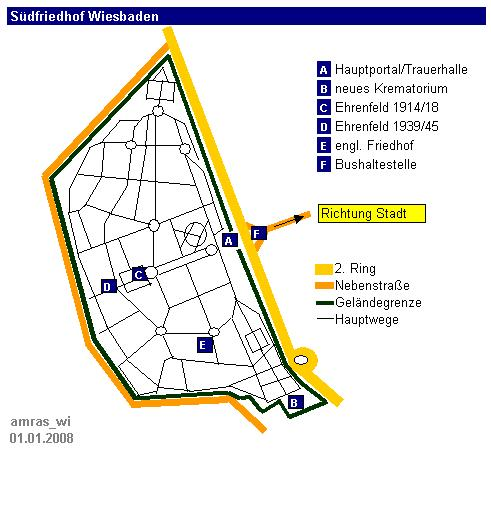
Plànol del cementiri

El Cementiri del Sud de Wiesbaden (Südfriedhof Wiesbaden) és el cementiri (catòlic, protestant i jueu) més gran de Wiesbaden. Es troba al barri Südost. Ocupa una superfície de 33,7 hectàrees. Es va inaugurar l'any 1908

## Personalitats enterrades
- Wolf von Biedermann, general
- Max von Basse, general
- Rudolf Henrici, general
- Lothar Debes, general
- Manfred von Richthofen, (1892–1918) pilot, «El Baró Roig»
- Erich Abraham, general
- Princesa Louise de Bèlgica (1858–1924)
- Wolfgang Grams (1953–1993) membre de la Fracció de l'Exèrcit Roig
- Marek Hłasko (1934–1969)
- Wilhelm Jacoby (1855–1925)
- Erna Sack (1898–1972)
- Erich Abraham (1895–1971)
- Günter Besier († 2008), futbolista
- Hugo Koch (1883–1964), arquitecte
- George Konell (1912–1991)
- Franz Mannstädt (1852–1932)
- Waldemar Reichhard († 1988)
- Stanislaus Wojtowski (1850–1913)